# Khurshid Nabiyev
Khurshid Nabiev (ur. 11 sierpnia 1985) – uzbecki judoka. Olimpijczyk z Pekinu 2008, gdzie zajął piętnaste miejsce w wadze średniej.
Zajął siedemnaste miejsce na mistrzostwach świata w 2010; uczestnik zawodów w 2005 i 2011. Startował w Pucharze Świata w latach 2009-2012. Srebrny medalista mistrzostw Azji w 2008 i brązowy w 2013. Wygrał Uniwersjadę w 2007. Trzeci na akademickich MŚ. Srebrny medalista igrzysk centralnej Azji w 2003 roku.

## Letnie Igrzyska Olimpijskie 2008
| Konkurencja | Eliminacje             | Eliminacje             | Klas. końcowa |
| Konkurencja | Przeciwnik I           | Przeciwnik II          | Miejsce       |
| ----------- | ---------------------- | ---------------------- | ------------- |
| 90 kg       | Winston Gordon (GBR) Z | Elxan Məmmədov (AZE) P | 15.           |